# میخائیل بوغوسیان
میخائیل اسلانویچ بوغوسیان (به روسی: Михаил Асланович Погосян)؛ (به ارمنی: Միխայիլ Պողոսյան) (زاده ۱۸ آوریل ۱۹۵۶) مهندس برجسته ارمنی-روسی، مدیر عامل یونایتد ایرکرفت، رئیس هیئت مدیره شرکت هوافضایی سوخو و کارخانجات هواپیماسازی گاگارین در کامسامولسک بر آمور است.
میخائیل بوغوسیان دارای مدرک دکتری از دانشکده هوانوردی مسکو، ۱۱ اختراع ثبت شده و ۱۴ مقاله علمی در زمینه هوافضا است. وی عضو فرهنگستان علوم روسیه، برنده جایزه و نشان ملی روسیه در سال‌های ۱۹۹۷ و ۱۹۹۸، و عضو شورای کارآفرینی دولت روسیه است.

## زندگی‌نامه
میخائیل بوغوسیان در در مسکو در خانواده‌ای ارمنی چشم به جهان گشود. تحصیلات دانشگاهی خود را در سال ۱۹۷۹ در دانشکده هوانوردی مسکو به پایان برد و به عنوان مهندس طراح در شرکت هوافضایی سوخو مشغول به کار شد. در دوران کار در سوخو، از مهندس طراح در آغاز کار به سمت معاونت طراحی ارشد هواپیما در سال ۱۹۹۲ ترقی کرد. بین سال‌های ۱۹۹۵ تا ۱۹۹۹ مقام ریاست هیئت مدیره شرکت سوخو را به عهده داشت. در سال ۱۹۹۹ به عنوان مدیر عامل شرکت سوخو منصوب شد و این مقام را تا سال ۲۰۰۷ عهده‌دار بود.
در سال ۲۰۰۸ و در راستای تغییراتی که در دولت روسیه با تأسیس شرکت هواپیمایی متحد در ساختار شرکت‌های هواپیماسازی این کشور آغاز کرد، میخائیل بوغوسیان به عنوان مدیر عامل شرکت میگ و سپس مدیر عامل شرکت هواپیمایی متحد منصوب شد.

## کارهای عمده
میخائیل بوغوسیان در طول زندگی حرفه‌ای خود در سوخو در پروژه‌های هوافضایی و دفاعی مهمی سهم و راهبری داشته است. وی نقش عمده‌ای در طراحی هواپیمای جنگنده مهم شوروی و روسیه ایفا کرد. از این میان می‌توان به هواپیماهای سوخو-۲۷، سوخو-۳۰ و جنگنده سوخو-۳۳ که قابل فرود روی ناو هواپیمابر را دارد، اشاره کرد. وی طراح ارشد هواپیمای سوخو-۴۷ نیز بوده است.